# Collaboration massive
 (juin 2017).
Si vous disposez d'ouvrages ou d'articles de référence ou si vous connaissez des sites web de qualité traitant du thème abordé ici, merci de compléter l'article en donnant les références utiles à sa vérifiabilité et en les liant à la section « Notes et références ».
La collaboration de masse  est une forme d'action collective qui a lieu lorsqu'un large nombre de personnes travaillent plus ou moins indépendamment sur un unique projet, souvent de nature modulaire. Ce type de projets est typiquement mené sur  des plateformes internet par le biais de logiciels sociaux comme wiki technologies.
On peut envisager des exemples publics comme des exemples privés.
Wikipédia est un exemple de coopération/collaboration de Masse publique. De nombreuses personnes à travers le monde écrivent chacune des portions d'articles, dans le but de former, ensemble, la plus grande encyclopédie jamais conçue, libre de droits, et accessible à tous.
Dans le cas privé, on peut souvent envisager la collaboration de masse comme une facette de l'économie collaborative ou bien directement comme de la production participative (crowdsourcing). On peut donner l'exemple de la société Duolingo, qui permet à des individus d'apprendre une langue gratuitement via la plateforme. Celle-ci leur fournit des petits morceaux d'articles de presse à traduire… qui sont en réalité fournis par de grands acteurs comme CNN ou BuzzFeed. De cette manière, de nombreux individus participent à la traduction de longs documents.

## Facteurs

### Modularité
La modularité permet de réaliser un grand nombre d'expériences en parallèle, avec plusieurs équipes par module, arrivant généralement à des solutions distinctes. Là où un individu ne serait pas forcément tenté de produire un contenu complet, la modularité lui permet de réaliser une partie, parfois infime de l'effort total nécessaire, de son plein gré. Ce processus décentralisé peut favoriser l'innovation.
Dans le cadre de ReCaptcha par exemple, un individu effectue une tâche d'intelligence artificielle qu'il n'aurait probablement jamais effectuée s'il n'y trouvait pas son intérêt, ici s'authentifier comme un véritable humain (et non pas un bot) auprès d'un site web. Cela permet au développeur de l'intelligence artificielle d’entraîner son algorithme de manière complète en demandant à de nombreux humains d'accomplir de petites tâches au lieu de demander à un seul humain de passer une grande partie de son temps à faire des tâches pénibles et répétitives. 
De plus la modularité présente un autre avantage : là où un individu pourrait être biaisé, elle permet de corriger les erreurs en procédant à un vote automatisé parmi tous les utilisateurs potentiels. Par exemple, Google Traduction propose à tous les utilisateurs de son service de proposer une traduction pour toute séquence de mots. Ainsi cette plateforme s'apparente à de la collaboration massive dès lors que des individus sont intéressés par cette collaboration. La tâche est modulaire puisque chaque utilisateur ne traduit potentiellement que quelques phrases éparses au cours de sa vie. Elle est néanmoins potentiellement plus précise qu'une traduction d'expert d'un long document, puisque chaque phrase est traduite par plusieurs milliers d'utilisateurs, de sorte que l'algorithme d'intelligence artificielle puisse rattacher chaque traduction à un contexte particulier. C'est la propriété qu'à le machine learning de devenir plus efficace que les humains à force d’entraînements,.

## Différences

### Coopération
La collaboration de masse diffère de la coopération de masse en cela que les actes créatifs associés à la coopération nécessitent le développement de connaissances partagées. Inversement, la collaboration de masse ne nécessite pas forcément la mise en place d'une communication entre les différents membres du groupe .
Une autre distinction importante concerne les limites de la définition de la collaboration massive. Internet, une ville, voire l'économie tout entière peuvent éventuellement être considérés comme des exemples d'objectifs communs auxquels tout le monde contribue, dans une mesure variable, sans bien envisager le mouvement d'ensemble –i.e de collaboration de masse.

### Coédition
Dans la perspective de certains sites web, la collaboration massive peut ressembler dans certains cas à de la coédition. En réalité, la collaboration massive n'implique pas forcément qu'une trace des différents participants soit conservée.  
Certains exemples de collaboration massive, comme les forums en ligne, sont normalement le fruit d'une concertation massive, et d'échanges divers, dans lesquels tout participant est identifiable, et où tout ajout est le fruit d'une réflexion issue du contenu précédemment présent. 
D'autres formes de collaboration massive sont complètement opaques. On peut citer l'exemple du Mechanical Turk d'Amazon dans ce dernier cas, de nombreuses tâches de machine learning sont résolues par de nombreux utilisateurs, sans qu'on puisse remonter aux utilisateurs, et sans qu'une communication ait lieu entre eux. 

## Modèle économique
Une première forme de collaboration massive est visible sous la forme des logiciels libres, et autres Wikinomics. Dans les livres Wikinomics : Wikipédia, Linux, YouTube, comment l'intelligence collaborative bouleverse l'économie et MacroWikinomics-Rebooting business and the world, Don Tapscott et Anthony Williams listent cinq principes fondamentaux :
- être ouvert ;
- s'informer régulièrement de l'avancement de la communauté ;
- partager ;
- agir en gardant à l'esprit l'idée de l'échelle du projet ;
- interdépendance.

De nombreux efforts existent qui ont pour but de maîtriser et tirer profit de la collaboration de masse par le partage de tâches complexes en tâches courtes et faciles. Connues sous le nom de production participative ou crowdsourcing en anglais, ces initiatives impliquent typiquement un système de coordination en ligne pour les vendeurs et acheteurs du service. C'est le cas par exemple du Mechanical Turk d'Amazon. Dans le cadre de l'industrie de la publicité, Giant Hydra emploie la collaboration de masse afin de permettre l'éclosion d'idées novatrice au sein de ce qu'ils appellent une « matrice d'idées », un jeu complexe de concepts reliés les uns aux autres. Dans l'industrie de la finance, des compagnies telles qu'Open Models Valuation Company (OMVCO) utilisent la collaboration de masse pour améliorer la fiabilité des prédictions des fluctuations du marché.

### Questionnement juridique
Cette forme de collaboration suscite bien des interrogations lorsqu'elle interfère avec le travail classique, dans le même ordre d'idées que l'économie collaborative. En effet, à cause de la nature modulaire du travail demandé, chaque tâche ne demande que très peu de temps et ne peut prétendre une rémunération élevée. Si cela convient à une partie de la population du tiers monde, d'autres s'offusquent de ce que l'effort demandé soit néfaste pour les travailleurs, une sorte de zone de non-droit. Jonhattan Zittrain de l'université Harvard Law a par exemple critiqué le service Mechanical Turk d'Amazon. Dans son analyse, les problèmes affleurants sont entre autres :
- surveillance : les travailleurs sont potentiellement espionnés dans leur comportement web tout au long de leur travail ;
- aliénation : à force d'accomplir des taches banales sans envisager le projet dans l'ensemble, ils ne peuvent pas développer leur expertise ;
- ambiguïté morale : parce que les travailleurs ne comprennent pas nécessairement le projet dans son ensemble, ils pourraient participer à des projets moralement discutables. Par exemple des sociétés de spam pourraient distribuer le travail consistant à résoudre des CAPTCHA, ou bien un gouvernement autoritaire pourrait demander aux citoyens d'identifier des gens dans des photos d'un rassemblement populaire afin d'identifier puis réprimer les dissidents ;
- Aucun encadrement juridique pour ce travail, pas de syndicats, difficilement imposable ;
- Potentielle baisse de l'engagement pour les collaborations massives publiques comme Wikipédia.

## Rôle de la discussion
Dans les scénarios traditionnels des plateformes collaboratives non opaques (qui ne cachent pas à chaque utilisateur le projet d'ensemble), la discussion joue un rôle clef dans le processus qui aboutit au consensus sur le contenu final. Cela peut devenir un obstacle lorsque les discussions croisées entre collaborateurs deviennent un frein à la clarté et à la rapidité de création de contenu.

## Type de contenu généré
Bien que la majorité des exemples de collaboration de masse impliquent la création de texte, il n'y a pas de raison pour que d'autres formes de médias n'en soient pas le fruit. Le code open source, ou encore la musique (concerts, bœufs musicaux en grand nombre, n-ièmes remixes) en sont l'exemple.

## Voir également
- Intelligence collective
- Communication de masse
- Collaboration open-source
- Think tanks
- Production participative